# Asingaleq
L'Asingaleq è una montagna della Groenlandia di 847 m. Si trova a 65°52′N 37°40′W; appartiene al comune di Sermersooq.